# Williamson (Familienname)
Williamson ist ein ursprünglich patronymisch entstandener englischer Familienname mit der Bedeutung „Sohn des William“ (dt. Wilhelm).

## Namensträger

### A
- Adam Williamson (Gouverneur) (1733/1734–1798), britischer Offizier und Gouverneur von Jamaika
- Adam Williamson (Künstler) (* 1982), britischer Künstler, traditioneller Handwerker, Stein- und Holzbildhauer, Kalligraf und Maler
- Adam Williamson (Fußballspieler) (* 1984), US-amerikanischer Fußballspieler
- Afton Williamson (* 1985), US-amerikanische Schauspielerin
- Al Williamson (1931–2010), US-amerikanischer Comiczeichner
- Alison Williamson (* 1971), britische Sportbogenschützin
- Alexander William Williamson (1824–1904), britischer Chemiker
- Audrey Williamson (1926–2010), britische Leichtathletin
- Avery Williamson (* 1992), US-amerikanischer American-Football-Spieler

### B
- Ben Williamson (Fußballspieler, 2001) (* 2001), schottischer Fußballspieler
- Ben M. Williamson (1864–1941), US-amerikanischer Politiker
- Betsy Williamson (* ca. 1970), kanadische Architektin und Möbeldesignerin
- Bree Williamson (* 1979), kanadische Schauspielerin
- Brian Williamson (Fußballspieler) (1939–2013), englischer Fußballspieler
- Brian Williamson (Aktivist) (1945–2004), jamaikanischer Menschenrechtsaktivist

### C
- Capers Williamson (* 1992), US-amerikanischer Speerwerfer
- Chet Williamson (* 1948), US-amerikanischer Schriftsteller
- Claude Williamson (1926–2016), US-amerikanischer Jazzpianist
- Clive Williams (* 1948), walisischer Rugby-Union-Spieler
- Corliss Williamson (* 1973), US-amerikanischer Basketballspieler und -trainer
- Craig Williamson (* 1949), südafrikanischer Geheimagent

### D
- Dan Williamson (* 2000), neuseeländischer Ruderer
- Daniel Williamson, Geburtsname von LTJ Bukem (* 1967), britischer DJ
- Daniel Williamson (Schiedsrichter) (* 1977), panamaischer Fußballschiedsrichter
- Daniel Alexander Williamson (1822/1823–1903), britischer Maler
- Darold Williamson (* 1983), US-amerikanischer Leichtathlet
- DaVarryl Williamson (* 1968), US-amerikanischer Boxer
- David Williamson, Baron Williamson of Horton (1934–2015), britischer Staatsbediensteter und Politiker
- David Williamson (Autor) (* 1942), australischer Bühnen- und Drehbuchautor
- David Williamson (Zauberkünstler) (* 1961), US-amerikanischer Zauberkünstler
- David P. Williamson (David Paul Williamson; * 1967), US-amerikanischer Mathematiker und Informatiker

### E
- Edward Bruce Williamson (1877–1933), US-amerikanischer Entomologe und Schwertlilienzüchter
- Ellis W. Williamson (1918–2007), US-amerikanischer Generalmajor
- Emily Williamson (1855–1936), englische Philanthropin und Naturschützerin
- Evelyn Williamson (* 1971), neuseeländische Triathletin

### F
- Francis John Williamson (1833–1920), britischer Bildhauer
- Fred Williamson (* 1938), US-amerikanischer Schauspieler

### G
- Gary Williamson (Musiker) (1944–2019), kanadischer Jazzmusiker
- Gary Williamson (Eishockeyspieler) (* 1950), kanadischer Eishockeyspieler
- Gavin Williamson (* 1976), britischer Politiker
- Geoff Williamson (Geoffrey Williamson; 1923–2009), australischer Ruderer
- Geoffrey Arthur Williamson (1895–1982), britischer Altphilologe
- Geoffrey H. Williamson (1927–1993), britischer Ingenieur und Automobilrennfahrer
- Geordie Williamson (* 1981), australischer Mathematiker
- George Hunt Williamson (1926–1986), US-amerikanischer Autor, Ufologe und Vertreter der Prä-Astronautik
- Graham Williamson (1932–2000), simbabwischer Zahnarzt und Botaniker

### H
- Harry Williamson (1913–2000), US-amerikanischer Mittelstreckenläufer
- Henry Williamson (1895–1977), britischer Schriftsteller
- Hugh Williamson (1735–1819), US-amerikanischer Politiker

### I
- Iain Williamson (* 1988), schottischer Fußballspieler
- Ian Williamson (* 1958), englischer Snooker- und English-Billiards-Spieler und Billardtrainer
- Isaac Halstead Williamson (1767–1844), US-amerikanischer Politiker
- Isabelle Williamson († 1886), schottische Missionarin

### J
- J. B. Williamson (* 1956), US-amerikanischer Boxer
- Jack Williamson (1908–2006), US-amerikanischer Autor
- James Williamson (Unternehmer) (1813–1879), britischer Unternehmer
- James Williamson, 1. Baron Ashton (1842–1930), britischer Geschäftsmann und Politiker (Liberal Party)
- James Williamson (Filmpionier) (1855–1933), britischer Filmpionier
- James Williamson (Fußballspieler) (1869–1942), irischer Fußballspieler
- James Williamson (Musiker) (* 1949), US-amerikanischer Gitarrist und Komponist
- James Williamson (Radsportler) (* 1989), neuseeländischer Radrennfahrer
- James Cassius Williamson (1845–1913), australischer Schauspieler und Impresario
- James Mann Williamson (1849–1901), britischer Arzt
- James Whitfield Williamson (1925–2008), US-amerikanischer Geschäftsmann und Politiker (Louisiana)
- Jeffrey G. Williamson (* 1935), US-amerikanischer Wirtschaftswissenschaftler und -historiker
- Jennifer Williamson (* 1965), schottische Badmintonspielerin
- Jessie Williamson (1855/57–1937), neuseeländische Suffragette, Frauenrechtlerin und 1896 Gründungsmitglied des National Council of Women of New Zealand
- Joe Williamson (* 1970), kanadischer Jazzbassist
- John Williamson (Politiker) (1815–1875), neuseeländischer Politiker
- John Williamson (Geologe) (1907–1958), kanadischer Geologe
- John Williamson (Wirtschaftswissenschaftler) (1937–2021), britischer Wirtschaftswissenschaftler
- John Williamson (Sänger) (* 1945), australischer Country-Sänger
- John Williamson (Musikwissenschaftler) (* 1949), britischer Musikwissenschaftler
- John Williamson (Basketballspieler) (1951–1996), US-amerikanischer Basketballspieler
- John Finley Williamson (1887–1964), US-amerikanischer Dirigent und Musiker
- John N. Williamson (1855–1943), US-amerikanischer Politiker (Oregon)
- John Stewart Williamson, bekannt als Jack Williamson (1908–2006), US-amerikanischer Science-Fiction-Autor
- Juliet Williamson (* 1947), britische botanische Illustratorin und Zeichnerin

### K
- Kane Williamson (* 1990), neuseeländischer Cricketspieler
- Karla Jessen Williamson (* 1954), grönländisch-kanadische Anthropologin
- Kate Williamson (1931–2013), US-amerikanische Schauspielerin
- Kathryn Williamson (* 1989), US-amerikanische Fußballspielerin
- Keith Williamson (1928–2018), britischer Marshal of the Air Force
- Kelly Williamson (* 1977), US-amerikanische Triathletin
- Kevin Williamson (* 1965), US-amerikanischer Drehbuchautor
- Kieron Williamson (* 2002), britischer Maler
- Kimberly Williamson (* 1993), jamaikanische Leichtathletin

### L
- Leah Williamson (* 1997), englische Fußballspielerin
- Leslie Williams (1922–2006), walisischer Rugby-Union-Spieler
- Lewis Williamson (* 1989), britischer Automobilrennfahrer
- Lisa Williamson, Geburtsname von Sister Souljah (* 1964), US-amerikanische Autorin und Aktivistin

### M
- Malcolm Williamson (Komponist) (1931–2003), australischer Komponist
- Malcolm Williamson (Kryptologe), britischer Kryptologe
- Marianne Williamson (* 1952), US-amerikanische Unternehmerin, Autorin und Aktivistin
- Matthew Williamson (* 1971), britischer Modeschöpfer
- Mike Williamson (* 1983), englischer Fußballspieler und -trainer
- Murray Williamson, US-amerikanischer Eishockeyspieler
- Mykelti Williamson (* 1957/1960), US-amerikanischer Schauspieler

### N
- Nicol Williamson (1936–2011), britischer Schauspieler

### O
- Odd-Magnus Williamson (* 1980), norwegischer Schauspieler
- Oliver E. Williamson (1932–2020), US-amerikanischer Wirtschaftswissenschaftler

### P
- Peter Williamson (* 1948), britischer Snooker-Schiedsrichter
- Philip Williamson (* 1965), antiguanischer Tennisspieler

### R
- Raymond E. S. Williamson (1894–1957), US-amerikanischer Brigadegeneral
- Richard Williamson (1940–2025), britischer Geistlicher, Bischof der Bruderschaft St. Pius X.
- Richard Williamson (Footballspieler) (um 1942–2015), US-amerikanischer American-Football-Spieler und -Trainer
- Rick Williamson, US-amerikanischer Schauspieler, Stuntman, Stunt Coordinator, Filmschaffender und Puppenspieler
- Robert Williamson (Mediziner) (* 1938), britisch-australischer Molekulargenetiker und Mediziner
- Robert Williamson III (* 1970), US-amerikanischer Pokerspieler
- Robert Wood Williamson (1856–1932), britischer Anthropologe
- Roger Williamson (1948–1973), britischer Automobilrennfahrer
- Ron Williamson (1953–2004), US-amerikanischer Baseballspieler und Opfer eines Justizirrtums
- Roy Williamson (Bischof) (1932–2019), britischer Geistlicher, Bischof von Bradford und von Southwark
- Roy Williamson (Musiker) (1936–1990), britischer Musiker und Instrumentenbauer

### S
- Simeon Williamson (* 1986), britischer Leichtathlet
- Sam Williamson (Fußballspieler) (* 1987), englischer Fußballspieler
- Sam Williamson (Schwimmer) (* 1997), australischer Schwimmer
- Sonny Boy Williamson I. (John Lee Williamson; 1914–1948), US-amerikanischer Bluesmusiker
- Sonny Boy Williamson II. (Alex Miller; 1899?–1965), US-amerikanischer Bluesmusiker
- Steve Williamson (* 1964), britischer Jazzmusiker
- Stu Williamson (1933–1991), US-amerikanischer Jazzposaunist

### T
- Tim Williamson (1884–1943), englischer Fußballtorhüter
- Timothy Williamson (* 1955), britischer Philosoph und Logiker
- Todd Williamson (* 1964), US-amerikanischer Maler
- Tom Williamson, Baron Williamson (1897–1983), britischer Gewerkschaftsfunktionär und Politiker (Labour Party)
- Tom Williamson (Fußballspieler, 1901) (1901–1988), schottischer Fußballspieler
- Tom Williamson (Fußballspieler, 1984) (* 1984), englischer Fußballspieler
- Tom Williamson (Schauspieler) (* 1990), US-amerikanischer Schauspieler

### V
- Victoria Williamson (* 1993), britische Radsportlerin

### W
- William Williamson (Zoologe) (1869–1950), britischer Zoologe
- William Williamson (Politiker) (1875–1972), US-amerikanischer Politiker (South Dakota)
- William Williamson (Kanute) (1915–1991), kanadischer Kanute
- William Crawford Williamson (1816–1895), britischer Naturforscher und Paläobotaniker
- William D. Williamson (1779–1846), US-amerikanischer Politiker

### Z
- Zion Williamson (* 2000), US-amerikanischer Basketballspieler